# نیکولا زینگارتتی
نیکولا زینگارتتی (به ایتالیایی: Nicola Zingaretti) رهبر حزب دموکراتیک ایتالیاست. وی سابقاً دبیر شاخهٔ جوانان حزب کمونیست ایتالیا بوده‌است.